# Kacper Lewalski
Kacper Lewalski (ur. 7 maja 2003) – polski lekkoatleta specjalizujący się w biegach średnich.
W sezonie 2021 został wicemistrzem Europy juniorów, przegrywając jedynie z Krzysztofem Różnickim oraz zajął szóste miejsce podczas mistrzostw świata w tej kategorii wiekowej.
Medalista mistrzostw Polski w kategoriach U18 i U20.
Rekordy życiowe w biegu na 800 metrów: stadion – 1:44,84 (5 września 2021, Chorzów); hala – 1:46,89 (22 lutego 2022, Toruń), halowy rekord Polski U20.

## Osiągnięcia
| Rok  | Impreza                          | Miejsce   | Konkurencja        | Pozycja    | Wynik   |
| ---- | -------------------------------- | --------- | ------------------ | ---------- | ------- |
| 2021 | Mistrzostwa Europy juniorów      | Tallinn   | bieg na 800 m      | 2. miejsce | 1:48,50 |
| 2021 | Mistrzostwa świata juniorów      | Nairobi   | bieg na 800 m      | 6. miejsce | 1:49,40 |
| 2022 | Mistrzostwa świata juniorów      | Cali      | bieg na 800 m      | 4. miejsce | 1:47,84 |
| 2022 | Mistrzostwa Europy               | Monachium | bieg na 800 m      | eliminacje | 1:48,43 |
| 2023 | Mistrzostwa Europy młodzieżowców | Espoo     | bieg na 800 m      | eliminacje | 1:47,47 |
| 2025 | Mistrzostwa Europy młodzieżowców | Bergen    | bieg na 800 m      | eliminacje | 1:45,05 |
| 2025 | Mistrzostwa Europy młodzieżowców | Bergen    | sztafeta 4 x 400 m | eliminacje | 3:09,30 |
| 2025 | Uniwersjada                      | Bochum    | bieg na 800 m      | półfinał   | 1:49,72 |